# Suddivisioni della Scozia
Le suddivisioni della Scozia sono state costituite da:
- contee tradizionali, fino al 1975;
- regioni, dal 1975 al 1996;
- Council areas, dal 1994.

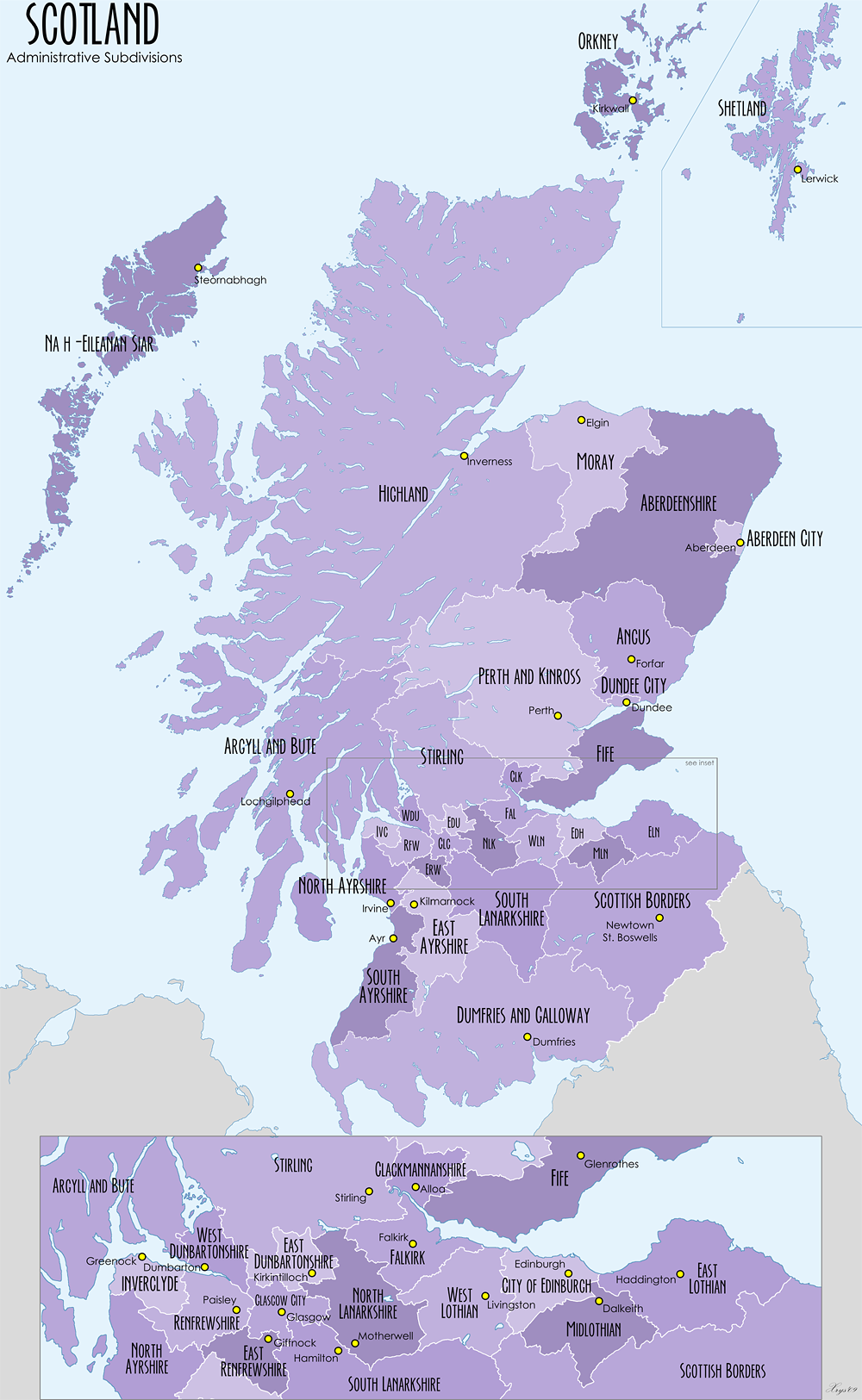

Accanto alle predette suddivisioni se ne affiancano altre prive, tuttavia, di rilevanza amministrativa: si allude, in particolare, alle aree di luogotenenza.

## Storia
Tradizionalmente i borghi (burghs) sono stati la base del governo locale della Scozia, entità altamente autonome, con diritti di rappresentanza nel vecchio Parlamento della Scozia. Anche dopo l'Atto di Unione del 1707, i burghs continuavano ad essere la principale suddivisione. Fino al 1889 l'amministrazione considerava i burgh e le Parrocchie civili. 
Gli anni successivi al 1889 hanno visto l'introduzione di una gerarchia di amministrazione locale composta da: counties, counties of cities, grandi e piccoli burghs. 
A decorrere dal 16 maggio 1975 e fino al 31 marzo 1996, le divisioni del governo locale della Scozia consistevano in un livello superiore regionali ciascuno contenente un livello inferiore di distretti, ad eccezione delle isole scozzesi suddivise con un solo livello.

## Aree di consiglio

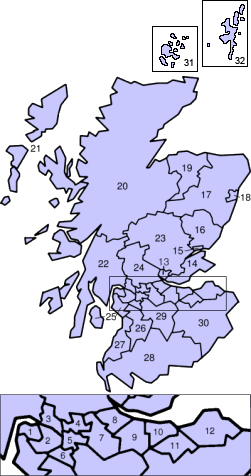

| Aree di consiglio     | Superficie (mi²) | Superficie (km²) | Abitanti (2011) | Densità (per km²) |
| Terraferma            | Terraferma       | Terraferma       | Terraferma      | Terraferma        |
| --------------------- | ---------------- | ---------------- | --------------- | ----------------- |
| Aberdeen City         | 70               | 182              | 222 800         | 1224              |
| Aberdeenshire         | 2 439            | 6 317            | 253 000         | 40                |
| Angus                 | 843              | 2 184            | 116 000         | 53                |
| Argyll and Bute       | 2 712            | 7 023            | 88 200          | 13                |
| Clackmannanshire      | 61               | 158              | 51 400          | 325               |
| Dumfries and Galloway | 2 489            | 6 446            | 151 300         | 23                |
| Dundee City           | 21               | 55               | 147 300         | 2678              |
| East Ayrshire         | 492              | 1 275            | 122 700         | 96                |
| East Dunbartonshire   | 68               | 176              | 105 000         | 597               |
| East Lothian          | 257              | 666              | 99 700          | 150               |
| East Renfrewshire     | 65               | 168              | 90 600          | 539               |
| City of Edinburgh     | 100              | 260              | 476 600         | 1833              |
| Falkirk               | 113              | 293              | 156 000         | 532               |
| Fife                  | 517              | 1 340            | 365 200         | 273               |
| Glasgow City          | 68               | 175              | 593 200         | 3390              |
| Highland              | 11 838           | 30 659           | 232 100         | 8                 |
| Inverclyde            | 64               | 167              | 81 500          | 488               |
| Midlothian            | 135              | 350              | 83 200          | 238               |
| Moray                 | 864              | 2 237            | 93 300          | 42                |
| North Ayrshire        | 343              | 888              | 138 200         | 156               |
| North Lanarkshire     | 184              | 476              | 337 800         | 710               |
| Perth and Kinross     | 2 083            | 5 395            | 146 700         | 27                |
| Renfrewshire          | 102              | 263              | 174 900         | 665               |
| Scottish Borders      | 1 825            | 4 727            | 113 900         | 24                |
| South Ayrshire        | 475              | 1 230            | 112 800         | 92                |
| South Lanarkshire     | 686              | 1 778            | 313 800         | 176               |
| Stirling              | 866              | 2 243            | 90 200          | 40                |
| West Dunbartonshire   | 68               | 176              | 90 700          | 515               |
| West Lothian          | 165              | 427              | 175 100         | 410               |
| Totale terraferma     | 28 260           | 73 193           | 5 223 100       | 71                |
| Isole scozzesi        |                  |                  |                 |                   |
| Na h-Eileanan Siar    | 1 185            | 3 070            | 27 700          | 9                 |
| Orkney Islands        | 396              | 1 025            | 21 400          | 21                |
| Shetland Islands      | 568              | 1 471            | 23 200          | 16                |
| Totale isole          | 2 149            | 5 566            | 72 300          | 13                |
| Totale Scozia         | 30 409           | 78 759           | 5 295 400       | 67                |

Fonte: Censimento 2011 per la Scozia.

## Aree di luogotenenza
Si tratta di suddivisioni utilizzate per scopi cerimoniali dalla figura del lord-luogotenente, rappresentante del monarca in Scozia. Sono distinte dalle aree di consiglio locale, le vecchie contee e le vecchie regioni e distretti.

## Altre suddivisioni

### Divisioni elettorali
- Ayrshire
- Borders
- Central Scotland
- Dumfries e Galloway
- Dunbartonshire e Argyll & Bute
- Fife
- Grampiani
- Glasgow
- Highlands e Isole Occidentali
- Lanarkshire
- Lothian
- Orcadi e Shetland
- Renfrewshire
- Tayside

### Polizia e pompieri
Il governo scozzese ha centralizzato a livello regionale sia la polizia che i pompieri. Prima dell’autonomia, c’erano invece varie suddivisioni provinciali: Scozia centrale, Dumfries e Galloway, Fife, Grampiani, Lothian & Borders, Northern (chiamate Highland e Isole per i vigili del fuoco), Strathclyde. e Tayside.

### Salute
- Argyll e Clyde
- Ayrshire e Arran
- Borders
- Forth Valley
- Dumfries e Galloway
- Fife
- Grampiani
- Greater Glasgow
- Highland
- Lanarkshire
- Lothian
- Orcadi
- Shetland
- Tayside
- Isole occidentali

### Trasporti
Il governo scozzese ha creato sette "partenariati regionali di trasporto" (Regional Transport Partnerships RTP), per la gestione delle politiche di trasporto nelle regioni. Essi seguono ampiamente i raggruppamenti di area di consiglio.
| RTP area                              | Council areas |
| ------------------------------------- | --- |
| NESTRANS                              | Aberdeen, Aberdeenshire |
| TACTRAN                               | Angus, Dundee, Perth and Kinross, Stirling |
| HITRANS                               | Argyll and Bute (except Helensburgh and Lomond), Highland, Moray, Western Isles, Orkney |
| ZetTrans                              | Shetland |
| SEStran                               | Edinburgh, Clackmannanshire, East Lothian, Falkirk, Midlothian, Fife, Scottish Borders, West Lothian |
| SWESTRANS                             | Dumfries and Galloway |
| Strathclyde Partnership for Transport | Argyll and Bute (Helensburgh and Lomond only), West Dunbartonshire, East Dunbartonshire, North Lanarkshire, South Lanarkshire, Glasgow, East Renfrewshire, Renfrewshire, Inverclyde, South Ayrshire, East Ayrshire, North Ayrshire |

### Eurostat NUTS
| NUTS 1                      | Codice | NUTS 2                                                                                        | Codice | NUTS 3                  | Codice |
| --------------------------- | ------ | --------------------------------------------------------------------------------------------- | ------ | ----------------------- | ------ |
| Scozia                      | UKM    | Scozia Orientale                                                                              | UKM2   | Angus e Dundee          | UKM21  |
|                             |        | Scozia Orientale                                                                              | UKM2   | Clackmannanshire e Fife | UKM22  |
| East Lothian e Midlothian   | UKM23  | Scozia Orientale                                                                              | UKM2   |                         |        |
| Scottish Borders            | UKM24  | Scozia Orientale                                                                              | UKM2   |                         |        |
| Edinburgh                   | UKM25  | Scozia Orientale                                                                              | UKM2   |                         |        |
| Falkirk                     | UKM26  | Scozia Orientale                                                                              | UKM2   |                         |        |
| Perth and Kinross, Stirling | UKM27  | Scozia Orientale                                                                              | UKM2   |                         |        |
| West Lothian                | UKM28  | Scozia Orientale                                                                              | UKM2   |                         |        |
| Scozia sud occidentale      | UKM3   | East Dunbartonshire, West Dunbartonshire, Helensburgh and Lomond                              | UKM31  |                         |        |
| Scozia sud occidentale      | UKM3   | Dumfries and Galloway                                                                         | UKM32  |                         |        |
| Scozia sud occidentale      | UKM3   | East e North Ayrshire terraferma                                                              | UKM33  |                         |        |
| Scozia sud occidentale      | UKM3   | Glasgow                                                                                       | UKM34  |                         |        |
| Scozia sud occidentale      | UKM3   | Inverclyde, East Renfrewshire, Renfrewshire                                                   | UKM35  |                         |        |
| Scozia sud occidentale      | UKM3   | North Lanarkshire                                                                             | UKM36  |                         |        |
| Scozia sud occidentale      | UKM3   | South Ayrshire                                                                                | UKM37  |                         |        |
| Scozia sud occidentale      | UKM3   | South Lanarkshire                                                                             | UKM38  |                         |        |
| Scozia nordorientale        | UKM5   | Aberdeen e Aberdeenshire                                                                      | UKM50  |                         |        |
| Highlands and Islands       | UKM6   | Caithness e Sutherland, Ross and Cromarty                                                     | UKM61  |                         |        |
| Highlands and Islands       | UKM6   | Inverness, Nairn, Moray, Badenoch and Strathspey                                              | UKM62  |                         |        |
| Highlands and Islands       | UKM6   | Lochaber, Skye and Lochalsh, Arran e Cumbrae, Argyll and Bute (tranne Helensburgh and Lomond) | UKM63  |                         |        |
| Highlands and Islands       | UKM6   | Eilean Siar (Isole Occidentali)                                                               | UKM64  |                         |        |
| Highlands and Islands       | UKM6   | Orkney Islands                                                                                | UKM65  |                         |        |
| Highlands and Islands       | UKM6   | Shetland Islands                                                                              | UKM66  |                         |        |

## Parrocchie civili
La Scozia è divisa in 871 parrocchie civili che spesso assomigliano a parrocchie ecclesiastiche omonime ma legalmente diverse. Anche se non hanno avuto funzioni amministrative dal 1930, esse continuano ad esistere e sono ancora utilizzate per scopi statistici come il censimento.